# سیارک ۱۸۱۴۲
سیارک ۱۸۱۴۲ (به انگلیسی: 18142 Adamsidman، نامگذاری:2000OG47) هجده هزار و صد و چهل و دومین سیارک کشف شده‌است که در ۳۱ ژوئیه ۲۰۰۰ کشف شد.
قدر مطلق سیارک برابر ۱۲.۹ است.